# Glenea sexvitticollis
Glenea sexvitticollis é uma espécie de escaravelho da família Cerambycidae. Foi descrita por Stephan von Breuning em 1950.